# Palazzina Botalla
La Palazzina Botalla è uno storico edificio liberty della città piemontese di Ivrea in Italia.

## Storia
La palazzina venne eretta su committenza di Giuseppe Botalla quale palazzina da reddito nel 1910. L'edificio è contiguo alla storica Villa Botalla, residenza personale di Giuseppe Botalla, realizzata in tempi poco successivi.

## Descrizione
L'edificio presenta il medesimo stile, seppur in forma meno ricercata e pretenziosa, della vicina Villa Botalla. Le facciate sono caratterizzate da cornici a rilievo sull'architrave delle finestre e da sequenze di balconi incassati nel volume del fabbricato a formare ariosi loggiati ornati da ringhiere in ferro battuto in stile floreale. Sull'abbaino centrale è riportato l'anno di costruzione dell'edificio.

## Galleria d'immagini

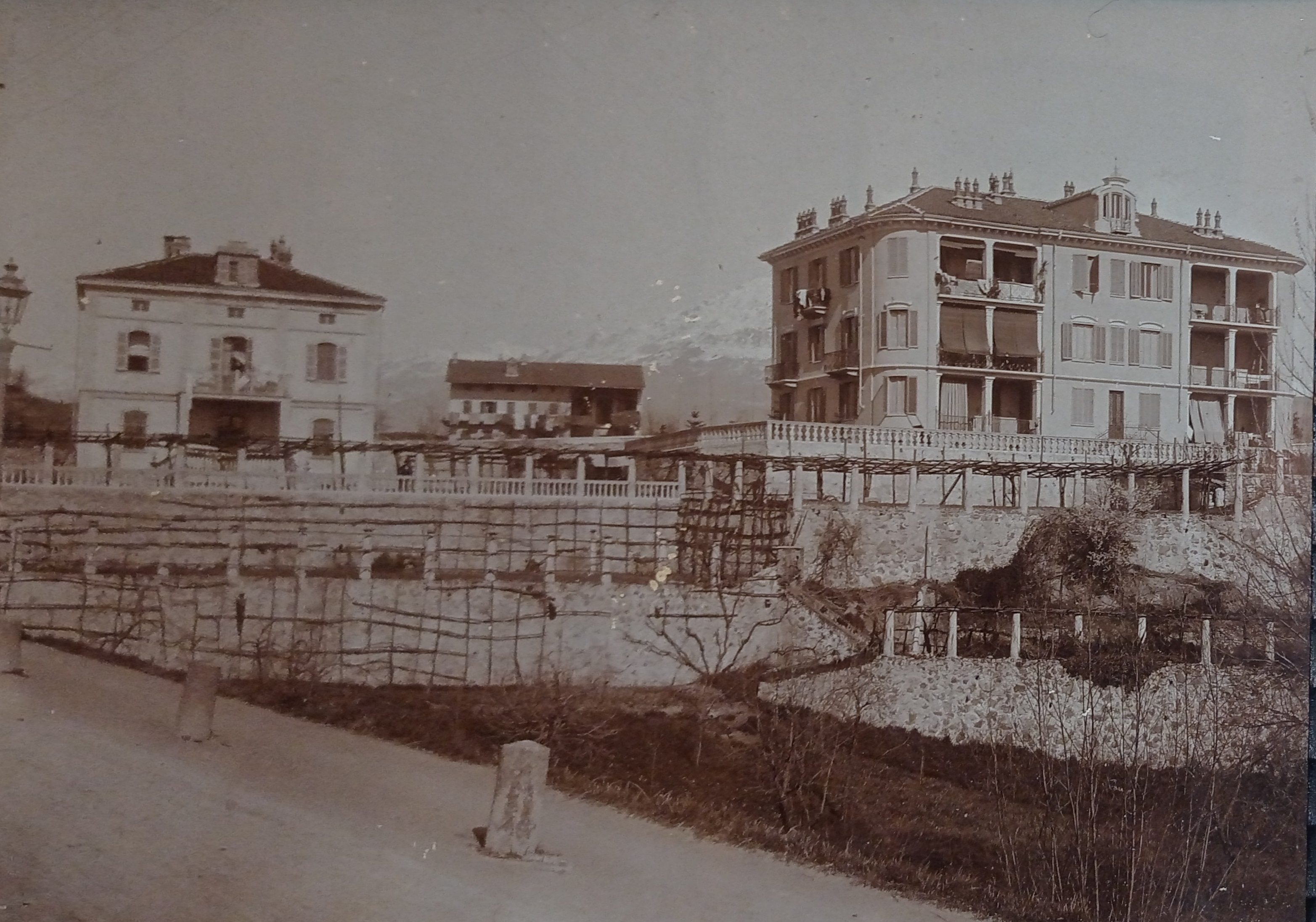
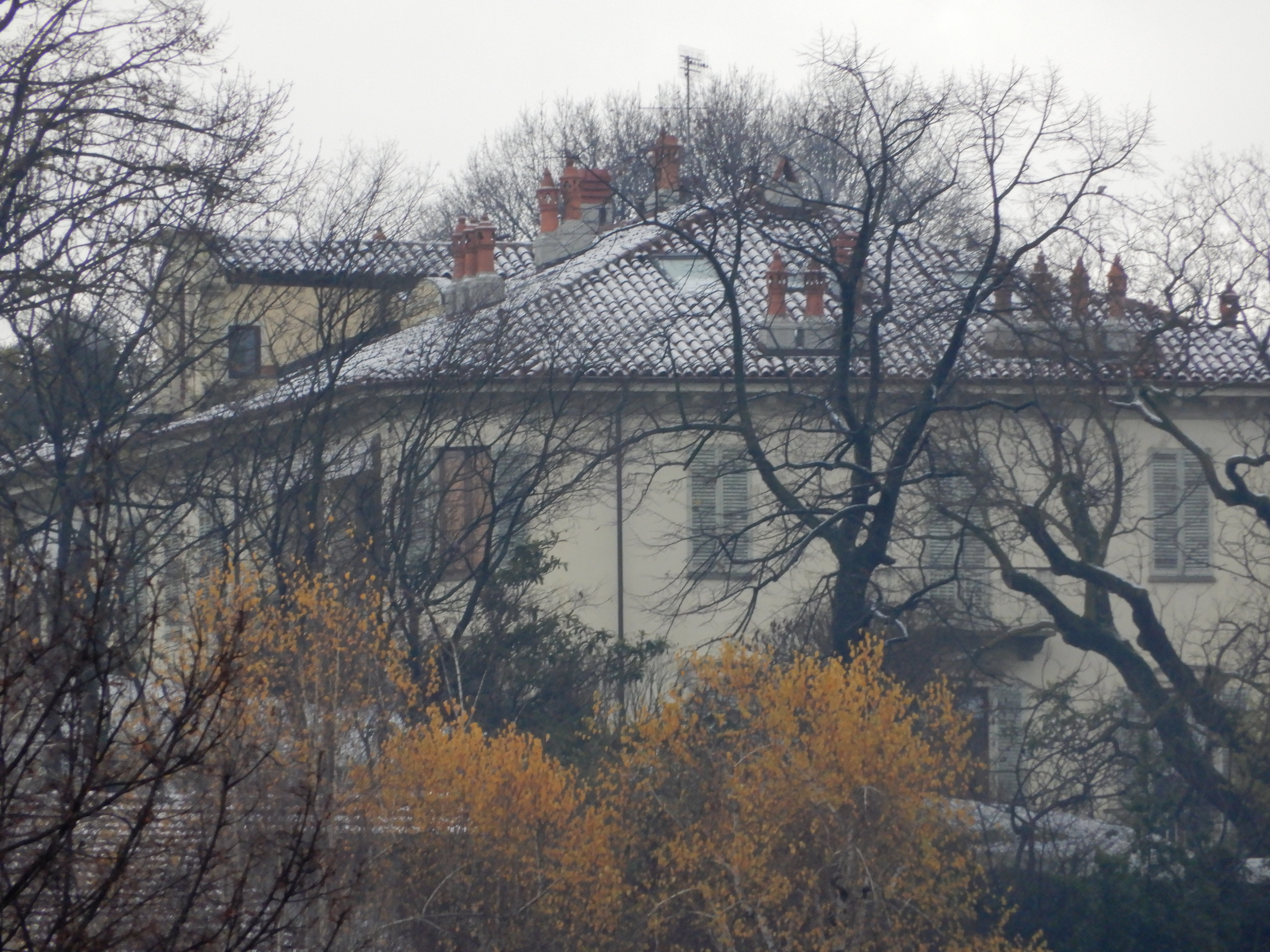
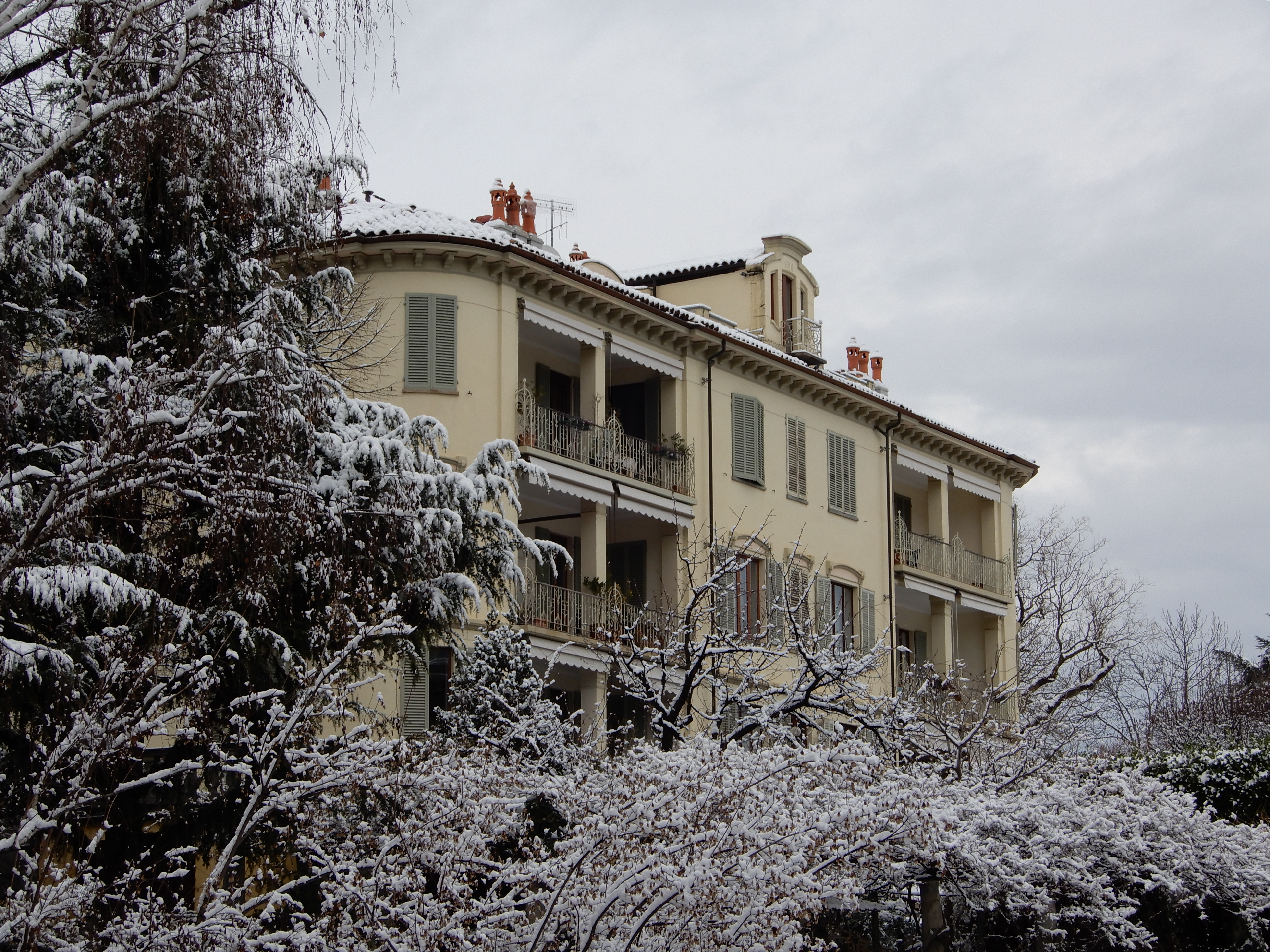